# IC 1965
IC 1965 ist eine Balken-Spiralgalaxie vom Hubble-Typ SBc im Sternbild Reticulum am Südsternhimmel. Sie ist schätzungsweise 743 Millionen Lichtjahre von der Milchstraße entfernt und hat einen Durchmesser von etwa 115.000 Lj.
Im selben Himmelsareal befinden sich u. a. die Galaxien IC 1955 und IC 1960.
Das Objekt wurde am 8. Dezember 1899 von DeLisle Stewart entdeckt.